# Zoveyr-e Charī
Zoveyr-e Charī (persiska: زویر چری) är en ort i Iran.   Den ligger i provinsen Khuzestan, i den centrala delen av landet, 500 km söder om huvudstaden Teheran. Zoveyr-e Charī ligger 24 meter över havet och antalet invånare är 267.
Terrängen runt Zoveyr-e Charī är platt. Runt Zoveyr-e Charī är det ganska tätbefolkat, med 144 invånare per kvadratkilometer. Närmaste större samhälle är Veys, 12,8 km sydväst om Zoveyr-e Charī. Omgivningarna runt Zoveyr-e Charī är i huvudsak ett öppet busklandskap.